# Karel Klinovský
Karel Klinovský (* 15. března 1960, Liberec) je český voják ve výslužbě.

## Mládí a vzdělání
V letech 1975 až 1979 studoval Vojenské gymnázium v Opavě. Po gymnáziu nastoupil na Vysokou školu pozemního vojska ve Vyškově, kterou v roce 1983 úspěšně dokončil. Jeho spolužákem byl arm. gen. v.v. Ing. Petr Pavel, M.A.

## Vojenská kariéra
Po škole nastoupil k tehdejšímu vojenskému útvaru 9376 ve Vimperku, kde nastoupil k rotě hloubkového průzkumu. Zde zastával velitelské a štábní funkce se zaměřením na výcvik a přípravu vojáků.
Počátkem 90. let se účastnil své první zahraniční mise pod hlavičkou OSN v Iráku. V roce 1993 se v rámci svého působení v misi UNPROFOR podílel na záchraně obklíčených francouzských vojáků v oblasti pláže Karin. Za tento čin převzal francouzský Kříž za vojenskou chrabrost z rukou francouzského ministra obrany.
Na konci 90. let byl vyslán jako velitel 6. průzkumné roty do mírové operace KFOR. Následně působil na vrchním velitelství spojeneckých sil NATO v belgickém Monsu. Během své vojenské kariéry prošel i mnoha kurzy v USA, Německu a Nizozemsku. Bojové zkušenosti získal také na misi v Afghánistánu.
V závěru kariéry působil ve funkci náčelníka odboru VeV – VA, kde byl spolutvůrcem kurzu základní přípravy a spoluzakladatelem nejnáročnějšího kurzu české armády, bojového kurzu Komando.

## Zajímavosti
- V roce 2007 vedl výcvik herců pro historický film režiséra Václava Marhoula Tobruk.[7]
- Pořádá cestovatelské výpravy do Botswany a Namibie.[8]
- V roce 2016 vystoupil spolu s Václavem Cílkem v Českém rozhlasu v pořadu Martiny Kociánové Blackout: dokument o přežití.[9]
- V roce 2017 se objevil se v minisérii České televize Provedu![10]
- V roce 2019 šel Continental Divide Trail (CDT).[11][nenalezeno v uvedeném zdroji]